# Conway (Arkansas)
Pour les articles homonymes, voir Conway.
La ville de Conway est le siège du comté de Faulkner, dans l’État de l’Arkansas, aux États-Unis. Sa population s’élevait à 58 908 habitants lors du recensement de 2010, estimée à 66 426 habitants en 2018.

## Démographie
| Groupe          | Conway | Arkansas | États-Unis |
| --------------- | ------ | -------- | ---------- |
| Blancs          | 77,4   | 77,0     | 72,4       |
| Afro-Américains | 15,6   | 15,4     | 12,6       |
| Autres          | 2,4    | 3,6      | 6,4        |
| Métis           | 2,2    | 2,0      | 2,9        |
| Asiatiques      | 1,9    | 1,2      | 4,8        |
| Amérindiens     | 0,4    | 0,8      | 0,9        |
| Total           | 100,0  | 100,0    | 100,0      |
|                 |        |          |            |
| Hispaniques     | 5,1    | 6,4      | 16,7       |

Selon l’American Community Survey, pour la période 2011-2015, 94,26 % de la population âgée de plus de 5 ans déclare parler l’anglais à la maison, 2,59 % l’espagnol, 0,62 % une langue chinoise et 2,52 % une autre langue.
| 1880  | 1890  | 1900  | 1910  | 1920  | 1930  | 1940  | 1950  |
| ----- | ----- | ----- | ----- | ----- | ----- | ----- | ----- |
| 1 028 | 1 207 | 2 003 | 2 794 | 4 564 | 5 534 | 5 782 | 8 610 |

| 1960  | 1970   | 1980   | 1990   | 2000   | 2010   | - | - |
| ----- | ------ | ------ | ------ | ------ | ------ | - | - |
| 9 791 | 15 510 | 20 375 | 26 481 | 43 167 | 58 908 | - | - |

## Source
- (en) Cet article est partiellement ou en totalité issu de l’article de Wikipédia en anglais intitulé « Conway, Arkansas » (voir la liste des auteurs).

1. ↑  (en) « Population and Housing Unit Estimates » (consulté le 18 juillet 2019)
2. ↑  (en) « Census of Population and Housing » [archive du 26 avril 2015], Census.gov (consulté le 4 juin 2015)
3. ↑  (en) « Arkansas City Populations » [archive du 4 avril 2016], U.S. Census Bureau (consulté le 20 octobre 2016)
4. ↑  (en) « Conway, AR Population - Census 2010 and 2000 », sur censusviewer.com.
5. ↑  (en) « Population of Arkansas - Census 2010 and 2000 », sur censusviewer.com.
6. ↑  (en) « Language spoken at home by ability to speak English for the population 5 years and over », sur factfinder.census.gov (consulté le 20 mars 2017).
7. ↑  « Statistiques des États-Unis - Arkansas - Profils des comtés de 2010 » (consulté en novembre 2020)